# Acidemia isovalerica
L'acidemia isovalerica è una malattia metabolica rara, a trasmissione autosomica recessiva, dovuta ad un errato metabolismo della leucina, un amminoacido che ha una catena ramificata. L'acidemia isovalerica è un'acidemia di tipo organico.

## Epidemiologia
La sua incidenza è stimata essere inferiore a un caso su 250 000 nati vivi negli Stati Uniti.

## Eziologia e patogenesi

L'acidemia isovalerica è una malattia ereditaria che si trasmette con carattere autosomico recessivo

La malattia ha un'ereditarietà autosomica recessiva, il che significa che il gene (nella fattispecie, il gene IVD) avente la mutazione patogenica è presente su un autosoma e che due copie alleliche dello stesso gene mutato devono essere ereditate dai genitori (una da ciascuno dei due). I genitori di un bambino che fenotipicamente manifesta una sindrome autosomica recessiva sono portatori sani, in eterozigosi, del gene patogenico, non presentando segni clinici connessi alla mutazione.
L'enzima codificato dal gene IVD è l'isovaleril-CoA deidrogenasi (EC 1.3.99.10), che ha un ruolo essenziale nella scomposizione delle proteine ingerite con la dieta. Più precisamente, l'enzima è responsabile della terza tappa del processo di degradazione della leucina, un amminoacido essenziale. Se una mutazione del gene IVD provoca una riduzione dell'attività di questo enzima o, in alcuni casi, la sua completa inattivazione, l'organismo non è in grado di scomporre la leucina adeguatamente; pertanto, alcuni composti intermedi del suo processo di scomposizione, come l'acido isovalerico e altre molecole biochimicamente affini ad esso, tendono ad accumularsi fino a raggiungere livelli di tossicità per il cervello e in generale per il sistema nervoso.

## Clinica

### Sintomi e segni
Un segno clinico caratteristico della patologia è un forte odore di piedi sudati, presente soprattutto durante l'infanzia; esso è dovuto all'anomalo accumulo di acido isovalerico nei soggetti affetti dalla malattia.
I sintomi più evidenti della sindrome tendono a comparire poco dopo la nascita: si manifestano malnutrizione, episodi di vomito, episodi convulsivi e una mancanza di energia che, nei casi più gravi, può evolvere nel coma. Queste problematiche sono gravi e possono mettere in pericolo la vita del neonato. Nei casi meno gravi, i sintomi e i segni iniziano a manifestarsi solo dopo qualche anno di vita e possono avere un andamento intermittente, con riacutizzazioni e remissioni, anche complete. Il quadro clinico tende a peggiorare quando è in corso un'infezione o quando, per un certo periodo, nell'alimentazione il paziente aumenta il proprio consumo di proteine.

### Esami di laboratorio
È possibile rilevare, mediante spettrometria di massa, gli alti livelli di acido isovalerico nell'urina dei neonati che si sospetta siano affetti dalla patologia. Si possono inoltre rilevare elevati livelli di isovalerilglicina e di isovalerilcarnitina nel plasma sanguigno dei soggetti affetti dalla sindrome.

## Trattamento
Il trattamento dell'acidemia isovalerica consiste nella diminuzione della quantità di proteine, in particolare di leucina, assunte attraverso l'alimentazione. Durante gli episodi più intensi della malattia, a volte la glicina e la carnitina si coniugano con l'isovalerato (acido isovalerico) in eccesso, costituendo composti detti, rispettivamente, isovalerilglicina e isovalerilcarnitina.
L'acido 3-idrossiisovalerico, se presente in quantità particolarmente alta nel plasma sanguigno, è un biomarcatore clinico della carenza di biotina: infatti, senza la biotina, la leucina e l'isoleucina non possono essere metabolizzate efficacemente e ciò comporta un aumento della sintesi di acido isovalerico e, conseguentemente, dell'acido 3-idrossiisovalerico, dell'isovalerilglicina e di altri metaboliti; stante questo meccanismo, un'integrazione di biotina con la dieta può ridurre la sintomatologia dei pazienti affetti da acidemia isovalerica, andando a diminuire la concentrazione sierica dell'acido isovalerico e delle molecole ad esso affini. Una carenza di biotina, anche in pazienti non affetti da acidemia isovalerica su base genetica, può avere gravi ripercussioni sulla fisiologia dell'organismo e sulle capacità cognitive; tali problematiche somigliano molto a quelle comunemente osservate negli individui affetti da acidemia isovalerica.

## Prognosi
Uno studio clinico condotto nel 2011 su 176 persone affette da acidemia isovalerica ha dimostrato che la mortalità delle persone che hanno ricevuto una diagnosi nei primi anni di vita è del 33% in occasione del primo episodio acuto della malattia; chi ha ricevuto una diagnosi successivamente durante l'infanzia, o nella prima età adulta, ha riportato una mortalità molto più ridotta, del 3%, in occasione della prima forte acutizzazione.